# Carl Eugene Watts
Carl Eugene Watts (7 de noviembre de 1953 - 21 de septiembre de 2007), también conocido por su sobrenombre Coral, fue un asesino en serie estadounidense. Watts es ahora sospechoso de haber asesinado a más de 100 mujeres, lo que lo haría el asesino en serie más prolífico en la historia estadounidense. Obtuvo inmunidad de una docena de asesinatos como resultado de un acuerdo de culpabilidad con los fiscales en 1982; en cierto momento parecía que sería liberado en 2006 pero murió un año después de cáncer de próstata mientras cumplía dos penas de cadena perpetua en una cárcel de Míchigan por los asesinatos de Helen Dutcher y Gloria Steele.

## Primeros años
Carl Eugene Watts nació en Killen, Texas de Richard Eugene Watts y su esposa Dorothy Mae Young. Su padre era soldado de primera clase en el Ejército, y su madre maestra de arte en un jardín de infantes. Cuando Watts tenía menos de dos años, sus padres se separaron y fue criado por su madre. Watts y su progenitora su mudaron a Inkster, Míchigan, y en 1962, Dorothy Mae se casó con un mecánico llamado Norman Caesar con quien tuvo dos hijas.
De niño, Watts fue descrito por ser extraño. Con doce años, Watts afirmó que fue cuando comenzó a fantasear sobre torturar y asesinar chicas y mujeres jóvenes. Durante la adolescencia, Watts comenzó a acosar chicas y se cree que asesinó a su primera víctima antes de los 15 años. Cuando Watts tenía 13 años, fue infectado con meningitis lo que causó que se atrasara en el octavo grado. Tras su regreso a la escuela, Watts tuvo dificultad al estar con otros estudiantes, sufriendo acoso grave. En la escuela, a menudo recibía malas calificaciones y leía en un nivel de tercer grado a los 16 años.
El 29 de junio de 1969, Watts fue arrestado por agredir sexualmente a Joan Gave de 26 años de edad. Cuando Watts fue juzgado, fue sentenciado a ingreso en la clínica Lafayette, un hospital psiquiátrico en Detroit. De acuerdo a una evaluación psiquiátrica, se reveló que Watts sufría un retraso mental leve, con una escala de CI de 68, y de tener un proceso de pensamiento delirante, aunque un policía interrogó después a Watts y dijo que era "muy, muy inteligente" con una "memoria excelente." Fue dado de alta de la clínica Lafayette el 9 de noviembre de 1969.
A pesar de sus pobres calificaciones, Watts se graduó de la secundaria en 1973, y recibió una beca de fútbol para la Universidad Lane en Jackson, Tennessee. Fue expulsado de la universidad a los tres meses porque fue acusado de acoso y agresión a mujeres. Otra razón por la que fue expulsado fue porque muchas personas en la Universidad Lane creían que Watts era sospechoso en el asesinato brutal de una estudiante femenina; sin embargo, no había suficiente evidencia para condenarlo por el asesinato. Después de su expulsión se mudó a Houston, Texas.

## Asesinatos
La carrera de Watts como asesino en serie comenzó cuando tenía 20 años en 1974, secuestrando a sus víctimas de sus casas, torturándolas, y luego asesinándolas. Así, el 30 de octubre de 1974, Watts torturó y asesinó brutalmente a Gloria Steele de 20 años, que se cree su segunda víctima. Watts, que era afroamericano, casi siempre asesinaba a mujeres blancas y jóvenes Watts asesinó a mujeres entre los 14 y 44 años utilizando métodos como estrangulación, puñaladas, y por ahogamiento. Asesinó docenas de mujeres entre 1974 y 1982, y a pesar de ello, Watts no sería descubierto como asesino en serie durante ocho años. Hubo varias razones que explican esto. Atacó en varias jurisdicciones e incluso en diferentes estados. Incluso con el advenimiento de las pruebas de ADN todavía era imposible debido a que raramente realizaba actos sexuales con sus víctimas, a diferencia de la mayoría de los asesinos en serie de mujeres y chicas, y sus crímenes no eran pensados por una motivación sexual. Watts no era sospechoso de estar involucrado con cualquiera de los asesinatos por las personas que lo conocían, y no era un sospechoso para la policía en cualquier asesinato hasta su arresto en 1982.

## Arresto y descubrimiento
El 23 de mayo de 1982, Watts fue arrestado por irrumpir a una casa de dos mujeres jóvenes en Houston, e intentar asesinarlas. Durante su detención, la policía comenzó a vincular a Watts con los asesinatos recientes. Hasta principios de 1981, había vivido en Míchigan, donde las autoridades lo sospechaban de ser responsable de los asesinatos de al menos 10 mujeres y chicas. Watts había sido interrogado previamente sobre los asesinatos en 1975, pero no hubo entonces suficiente evidencia para condenarlo. En ese tiempo, Watts había pasado un año en prisión por atacar a una mujer, que sobrevivió.
Los fiscales en Texas sentían que no había suficiente evidencia para condenar a Watts por asesinato, así que en 1982 se organizó un acuerdo con el fiscal. Sí Watts daba detalles y confesiones de sus crímenes, le darían inmunidad de los cargos de asesinato y él podría enfrentar sólo un cargo de robo con intento de asesinato. Este cargo conlleva una pena de 60 años de sentencia. Estuvo de acuerdo con el trato y rápidamente confesó en detalle los 12 asesinatos en Texas. Sin embargo, las autoridades de Míchigan se negaron al trato así que los casos en ese estado se mantuvieron abiertos.
Watts luego afirmó que asesinó 40 mujeres, y también dio a entender que había más de 80 víctimas en total. No quiso confesar abiertamente haber cometido los asesinatos, debido a que no quería ser visto como un "asesino en masa". La policía todavía considera a Watts como sospechoso en 90 asesinatos sin resolver. 
Murió de cáncer de próstata el 21 de septiembre de 2007 en un hospital de Jackson, Míchigan.